# جواكيم ميراندا
جواكيم ميراندا (بالبرتغالية: Joaquim Miranda‏) هو سياسي برتغالي، ولد في 7 سبتمبر 1950 في بورتاليغري في البرتغال، وتوفي في 17 يونيو 2006. حزبياً، نشط في الكتلة الديمقراطية الموحدة ‏.

## مناصب
- انتخب عضو في البرلمان الأوروبي عن دائرة البرتغال [الإنجليزية]‏ لترشحه ضمن   قائمة الحزب الشيوعي البرتغالي، وقد انضم خلال فترته النيابية (1986 – 24 يوليو 1989)  للكتلة البرلمانية مجموعة الشيوعيين وحلفائهم [الإنجليزية]‏.
- في انتخابات البرلمان الأوروبي 1989، انتخب عضو في البرلمان الأوروبي عن دائرة البرتغال [الإنجليزية]‏ لترشحه ضمن   قائمة الحزب الشيوعي البرتغالي، وقد انضم خلال فترته النيابية (25 يوليو 1989 – 18 يوليو 1994)  للكتلة البرلمانية وحدة اليسار [الإنجليزية]‏.
- في انتخابات البرلمان الأوروبي 1994، انتخب عضو في البرلمان الأوروبي عن دائرة البرتغال [الإنجليزية]‏ لترشحه ضمن   قائمة الحزب الشيوعي البرتغالي، وقد انضم خلال فترته النيابية (19 يوليو 1994 – 19 يوليو 1999)  للكتلة البرلمانية اليسار المتحد الأوروبي-اليسار الأخضر النوردي.
- في انتخابات البرلمان الأوروبي 1999، انتخب عضو في البرلمان الأوروبي عن دائرة البرتغال [الإنجليزية]‏ لترشحه ضمن   قائمة الحزب الشيوعي البرتغالي، وقد انضم خلال فترته النيابية (20 يوليو 1999 – 31 يناير 2004)  للكتلة البرلمانية اليسار المتحد الأوروبي-اليسار الأخضر النوردي.
- انتخب عضو مجلس الجمهورية  [لغات أخرى]‏.